# Roemer- und Pelizaeus-Museum Hildesheim

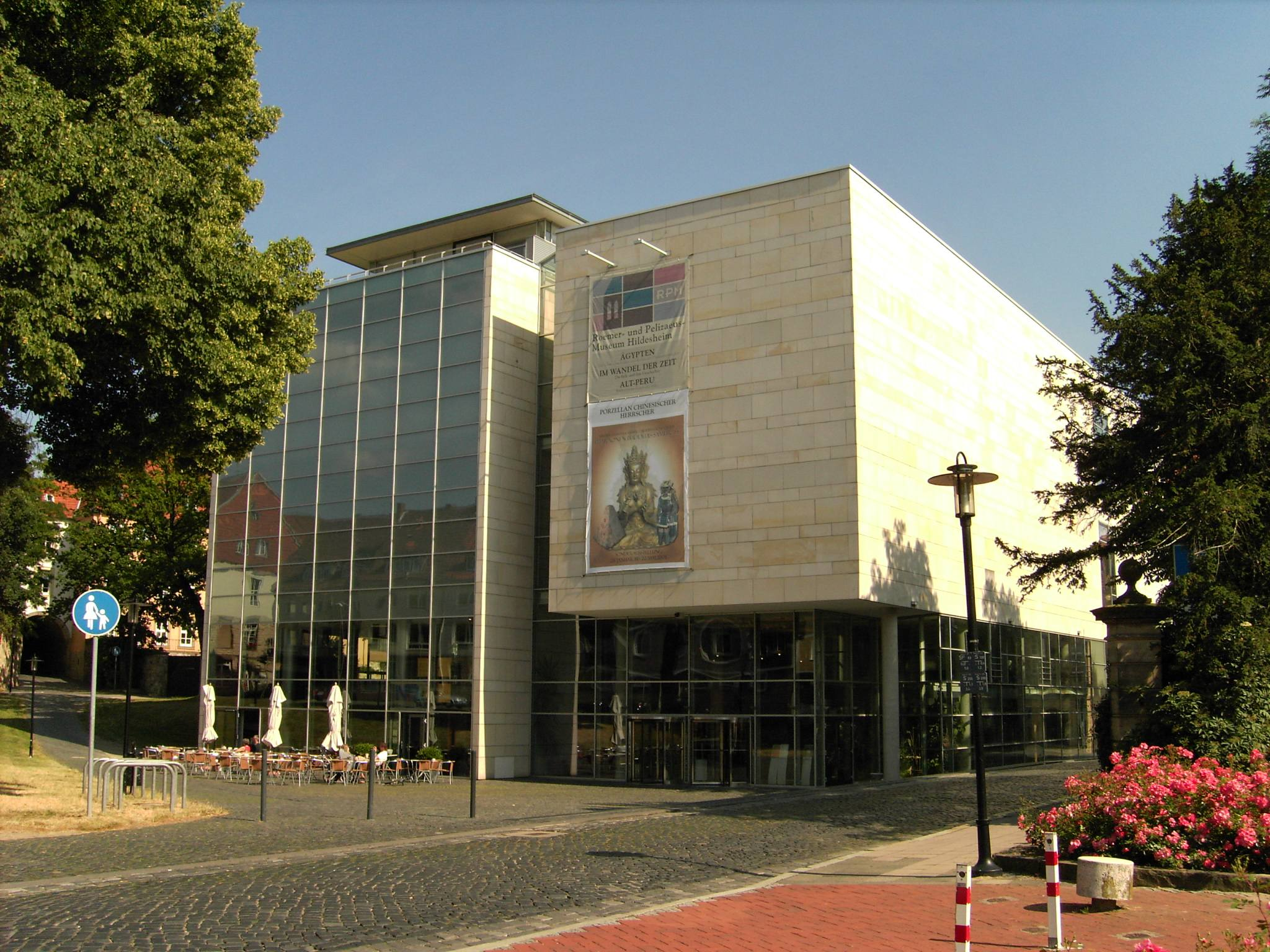
Roemer- und Pelizaeus-Museum Hildesheim (2005)

Das Roemer- und Pelizaeus-Museum Hildesheim (auch Römer-Pelizäus-Museum genannt) ist ein durch seine bedeutende Altägyptensammlung weltweit bekanntes Museum in Hildesheim, das nach Hermann Roemer und Wilhelm Pelizaeus benannt ist. Daneben verfügt dieses Museum über eine beachtliche Altperusammlung, die zweitgrößte Sammlung chinesischen Porzellans in Europa sowie eine umfangreiche naturkundliche Sammlung mit über 300.000 Objekten.

## Geschichte

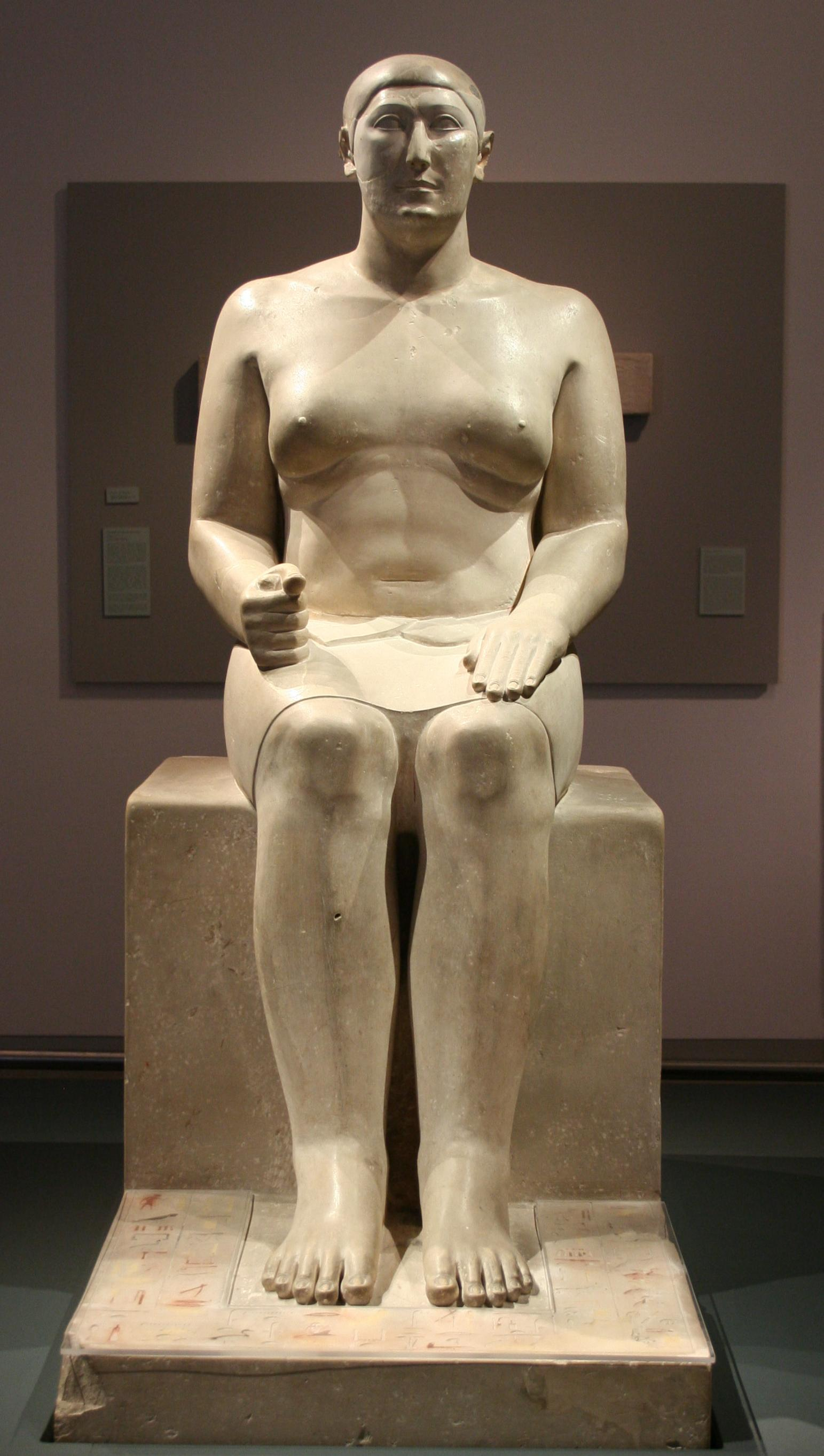
Statue des Hemiunu im Museum (2006); aus Gizeh, frühe 4. Dynastie

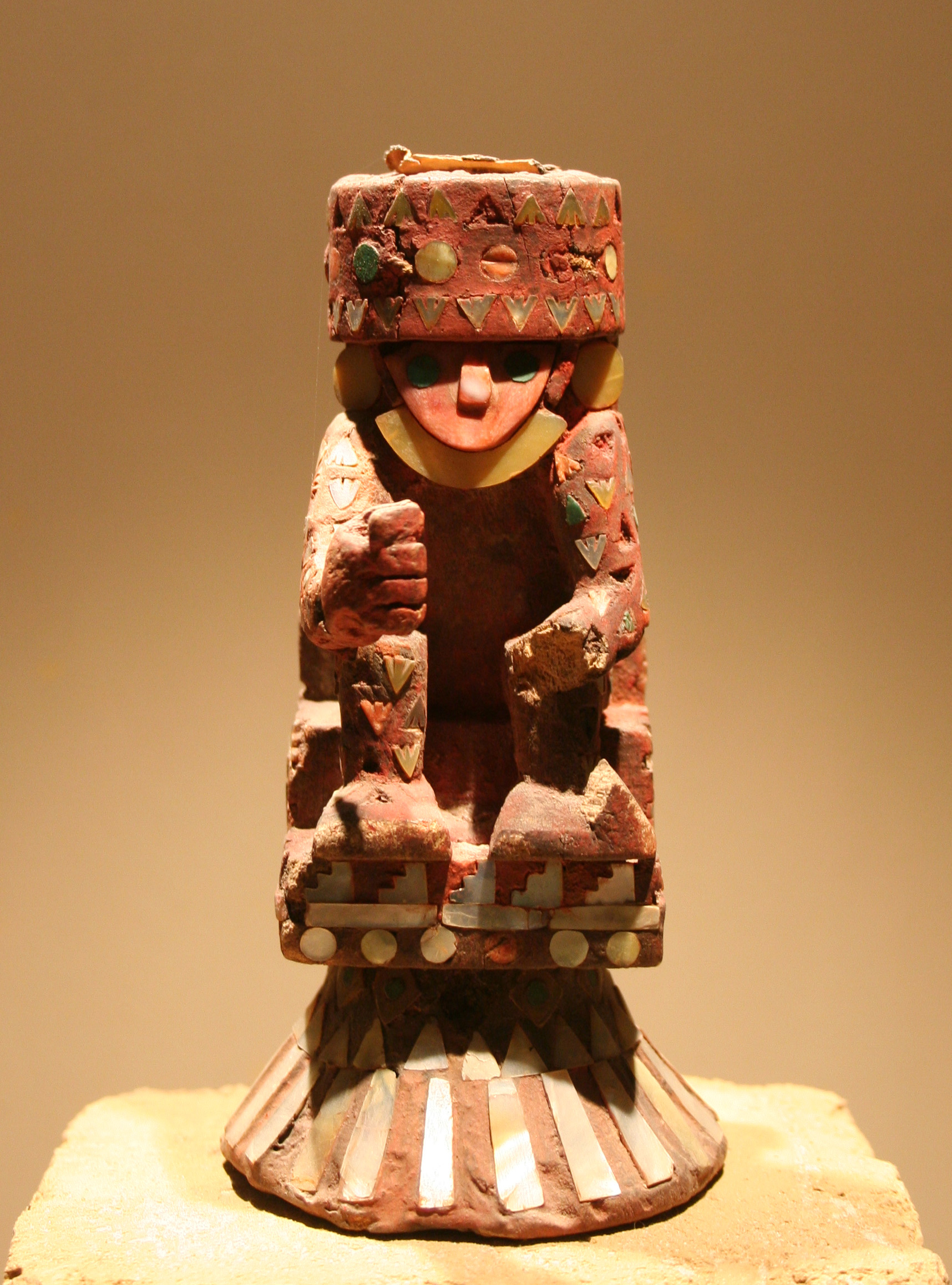
Pokalfuß, Chimú-Kultur (1200–1470 n. Chr.), Nord-Peru

Das Roemer-Museum Hildesheim wurde 1844 von einem Verein ins Leben gerufen; seitdem gilt der Jurist, Senator und Geologe Hermann Roemer als Museumsgründer. Als erste museale Bauten dienten die umgenutzte Martinikirche und das Waisenhaus.
Der rund vierzig Jahre in Kairo lebende Kaufmann, Bankier und Konsul Wilhelm Pelizaeus stiftete 1907 seine Sammlung ägyptischer Funde seiner Heimatstadt. Am 29. Juli 1911 wurde das Pelizaeus-Museum eröffnet. Die Alt-Ägypten-Sammlung des Roemer- und Pelizaeus-Museums umfasst heute etwa 9.000 Objekte aus allen Epochen, von der Vorgeschichte bis in die römische und christliche Zeit Ägyptens, umspannt damit also einen Zeitraum von über 5.000 Jahren. Den wichtigsten und größten Schwerpunkt bilden die Objekte des Alten Reiches (um 2707–2170 v. Chr.), die fast ausnahmslos aus den Grabungen auf dem Pyramidenfriedhof von Gizeh stammen. Daher gehört das Museum zu den wichtigsten Orten neben den Museen in Kairo und Boston, an denen man die Zeugnisse der Pyramidenzeit studieren kann.
Im ersten Drittel des 19. Jahrhunderts nutzte das Museum die Künste der Firma Metallkunst Herrenhausen, um Nachgüsse für fehlende oder beschädigte Teile der Altägyptischen Sammlung anfertigen zu lassen.
Die Sammlung verfügt über weitere sehenswerte Schwerpunkte von hohem internationalem Rang; dazu zählen etwa die Stelen aus der Ramessidenzeit (13. Jh. v. Chr.), auf denen die Verehrung Ramses II. in Gestalt seiner Statuen dargestellt ist, die Kultkapelle des Gottes Osiris-Pavian aus Tuna el-Gebel (um 300 v. Chr.) sowie der Sarkophagdeckel des Nachtnebef.
Die Sammlung chinesischen Porzellans ging 1927 nach dem Tode von Ernst Ohlmer auf das Museum über. Die Sammlungen und das Museum sind zu Beginn des 20. Jahrhunderts in den Besitz der Stadt übergeben worden. Seit 1992 befinden sich 150 Gemälde der Künstlerin Waltraute Macke-Brüggemann und ein Großteil ihres grafischen und zeichnerischen Werkes als Waltraute-Macke-Brüggemann-Stiftung im Roemer- und Pelizaeus-Museum in Hildesheim.
In den Jahren 1998 bis 2000 konnte, auch durch breite Unterstützung von Hildesheimer Initiativen und Vereinen, ein Neubau für das Museum umgesetzt werden. Im Zuge des Neubaus wurde das Museum aus der Stadtverwaltung ausgegliedert, so dass es seit 2000 als gGmbH unabhängiger agieren kann. Das Museum erhält weiterhin einen jährlichen finanziellen Zuschuss von der Stadt Hildesheim.
Insbesondere zur Zeit des Neubaus wurden ausgewählte Stücke der altägyptischen Sammlung zu sehr erfolgreichen Sonderausstellungen nach Amerika und Asien verliehen. Neben den sehenswerten Dauerausstellungen ist das Museum besonders durch seine Sonderausstellungen bekannt geworden. Aufgrund seiner wissenschaftlichen Reputation gelang es dem Museum auch immer wieder, außergewöhnliche internationale Ausstellungen nach Hildesheim zu holen. Eng mit diesen Leistungen verknüpft ist der Name des langjährigen Museumsdirektors Arne Eggebrecht.

## Mitarbeiter
Direktoren
Roemer-Museum
- Hermann Adolf Lüntzel (gest. 1850), Johannes Leunis (gest. 1873) und Hermann Roemer (1845–1894)
- Achilles Andreae (1894–1905)
- Rudolph Hauthal (1905–1925; Amtsantritt Mitte 1906; Interimsdirektor Edgar Walden April 1905–Mitte 1906)
- Friedrich Schöndorf (1925–1941)
- Hans Kayser (nach dem Weggang von Roeder und dem Tod von Schöndorf Gesamtleitung des Museums)
- Walter Konrad (1974–1984)
- Manfred Boetzkes (1984–2002)[2]

Pelizaeus-Museum
- Otto Rubensohn (1907–1914)
- Günther Roeder (1915–1945)
- Hans Kayser (1945–1974)
- Arne Eggebrecht (1974–2000)

Roemer- und Pelizaeus-Museum
- Eleni Vassilika (2000–2005; Gesamtleitung des Museums)
- Katja Lembke (2005–2011; Gesamtleitung des Museums)
- Regine Schulz (2011–2022: Gesamtleitung des Museums; ab 2021: Wissenschaftliche Direktorin)
- Svenja Fuhrich (2021–2023; Kaufmännische Geschäftsführerin)
- Doreen Götzky (2022–2023); Interimsgeschäftsführerin für die Roemer- und Pelizaeus-Museum Hildesheim gGmbH und Roemer- und Pelizaeus-Museum Hildesheim Service GmbH
- Lara Weiss (seit 1. Mai 2023; geschäftsführende Direktorin)

Kuratoren
- Bettina Schmitz (1978–2012)
- Helga Stein (1979–2002)
- Jürgen Vespermann (1992–2021)
- Stephan A. Lütgert (2008)
- Arnulf Siebeneicker (2008–2011)
- Inés de Castro (2005–2010)
- Ulrich Menter (2010–2015)
- Christian Bayer (seit 2014)
- Stefan Bölke (seit 2015)
- Oliver Gauert (seit 2015)
- Andrea Nicklisch (seit 2015)

## Sammlungsgebiete
- Alt-Ägypten, Schwerpunkt: das Alte Reich, Horbeit-Stelen, Kultkammer des Uhemka, Grabstele des Nemti-ui, Grabrelief mit gabenbringenden Frauen
- Alt-Peru
- Naturkunde
- Asien
- Ethnologische Sammlungen sind zu Forschungszwecken zugänglich: Schwerpunkt Südsee und Afrika
- Gemäldesammlung regionaler Künstler des 19. Jahrhunderts und der Moderne, wie z. B. Waltraute Macke-Brüggemann
- Stadtgeschichte, ausgestellt im Knochenhaueramtshaus
- Das Museum hat in seinem Bestand die ältesten großformatigen Fotografien von Hildesheim-Ansichten gefunden, die der Hamburger Georg Koppmann Weihnachten 1871 über den Gerstenberg Verlag vertrieb.[3]
- Zeichnungen und Drucke
- Museum der Sinne. Kultur- und Erdgeschichte barrierefrei erleben!
  - Ziel dieser ehemaligen Dauerausstellung ist eine Barrierefreiheit für Alle. Das Konzept beinhaltete u. a. leicht nutzbare Installationen, freien Zugang zu den Objekten, ein spezielles Audio- und Guidesystem, Texte in Groß- und Brailleschrift und Monitore mit Infos in Gebärdensprache.